# Llista de governadors de San Luis Potosí

Escut de San Luis Potosí

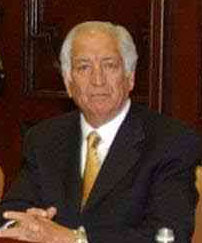
Marcelo de los Santos

Aquesta és la llista de governadors de San Luís Potosí. Segons la Constitució Política de l'Estat Lliure i Sobirà de San Luis Potosí, l'exercici del poder executiu d'aquesta entitat mexicana, es diposita en un sol individu, que es denomina Governador Constitucional de l'Estat Lliure i Sobirà de San Luis Potosí i que és elegit per a un període de 6 anys no reeligibles per cap motiu. El període governamental comença el dia 26 de setembre de l'any de l'elecció i acaba el 25 de setembre després d'haver transcorregut sis anys.
L'estat de San Luis Potosí va ser creat en 1824, sent un dels estats originals de la federació, per la qual cosa al llarg de la seva vida històrica ha passat per tots els sistemes de govern vigents a Mèxic, tant el sistema federal com el sistema central, per la qual cosa la denominació de l'entitat ha variat entre estat i departament; variant juntament amb ella, la denominació del titular del Poder Executiu de l'Estat.
Els individus que han ocupat la Governatura de l'Estat de San Luis Potosí, en les seves diferents denominacions, han estat els següents:

## Governadors de l'Estat Lliure i Sobirà de San Luis Potosí
- Ildefonso Díaz de León 1824-1828
- Vicente Romero 1828-
- Julián de los Reyes 1852-1854
- Anastasio Parrodi 1854-1860
- Sóstenes Escandón 1860-1863
- Vicente Chico Sein 1863-1869
- Juan Bustamante 1869-1874
- Pascual M. Hernández 1874-1877
- Carlos Díez Gutiérrez 1877-1898
- Blas Escontría y Bustamante 1898-1902
- Blas Escontría y Bustamante 1902-1905
- José María Espinosa y Cuevas 1908-1910
- José María Espinosa y Cuevas 1910-1911
- Rafael Cepeda 1911-1913
- Juan G. Barragán Rodríguez 1917-1919
- Severino Martínez Gómez 1919-1920
- Rafael Nieto Compéan 1920-1923
- Aurelio Manrique De Lara 1923-1925
- Saturnino Cedillo Martinez 1927-1931
- Ildefonso Turrubiartes 1931-1935
- (1935 - 1938): Mateo Fernández Netro
- (1938 - 1939): Genovevo Rivas Guillén
- (1939 - 1941): Reynaldo Pérez Gallardo
- (1941 - 1943): Ramón Jiménez Delgado
- (1943 - 1949): Gonzalo N. Santos
- (1949 - 1955): Ismael Salas Penieres
- (1955 - 1958): Manuel Álvarez
- (1958 - 1961): Francisco Martínez de la Vega
- (1961 - 1967): Manuel López Dávila
- (1967 - 1973): Antonio Rocha Cordero
- (1973 - 1979): Guillermo Fonseca Álvarez
- (1979 - 1985): Carlos Jonguitud Barrios
- (1985 - 1987): Florencio Salazar Martínez
- (1987 - 1991): Leopoldino Ortiz Santos
- (1991): Fausto Zapata Loredo
- (1991 - 1992): Gonzalo Martínez Corbalá
- (1992 - 1993): Teófilo Torres Corzo
- (1993 - 1997): Horacio Sánchez Unzueta
- (1997 - 2003): Fernando Silva Nieto
- (2003 - 2009): Marcelo de los Santos
- (2009 - 2015): Fernando Toranzo Fernández

## Governadors Interins
- Juan Flores Ayala 1897-1897
- José María Aguirre y Fierro 1906-1906
- Arnulfo Pedroza 1911-1911
- José Encarnación Ipiña 1911-1911
- Antonio F. Alonso 1912-1912
- Cayetano García 1912-1912
- Francisco Romero 1912-1912
- Eulalio Gutiérrez Ortiz 1913-1914
- José Refugio Velazco 1914-1914
- Pablo González Garza 1914-1914
- Ricardo Muñoz 1914-1914
- Herminio Álvarez 1914-1915
- Adolfo Flores 1915-1915
- Emiliano G. Sarabia y M. 1915-1915
- Gabriel Garavia Castro 1915-1915
- José Carlos Kaperowitz 1915-1915
- Vicente Dávila Aguirre 1915-1916
- Federico Chapoy 1916-1917
- Nicasio Sánchez Salazar 1916-1918
- Antonio Vives 1917-1917
- Rafael Castillo Vega 1917-1917
- Severino Martínez Gómez 1918-1919
- Manuel I. Vildósola 1919-1919
- Mariano Flores 1919-1919
- Rafael Segura 1919-1919
- José Santos Alonso 1920-1920
- Pedro Moctezuma 1920-1920
- Rafael Curiel 1920-1920
- Pedro Martínez Noriega 1920-1921
- Ángel Silva 1921-1921
- Gabriel Martínez 1921-1921
- Gonzalo Natividad Santos Rivera 1921-1921
- José Fraga 1921-1921
- José Santos Alonso 1921-1921
- Gabriel Macías 1921-1922
- Alfredo E. Garza 1922-1922
- Ángel Silva 1922-1922
- Manuel Rodríguez 1922-1922
- Pío Mendoza 1922-1922
- Santiago Rincón Gallardo 1922-1922
- Gabriel Macías 1923-1923
- Jorge Prieto Laurents 1923-1923
- Lorenzo Nieto Pro 1923-1923
- Graciano Sánchez Romo 1924-1924
- Hilario Hermosillo 1924-1924
- Octaviano Rangel 1924-1924
- Ricardo Aldape 1924-1925
- Hilario Hermosillo 1925-1925
- Rafael Chávez 1925-1925
- Rutiló Alamilla 1926-1926
- Marcelino Zúñiga 1927-1927
- Timoteo B. Guerrero 1927-1927
- Eugenio Jiménez 1928-1928
- Timoteo B. Guerrero 1928-1928
- Eugenio Jiménez 1929-1929
- Vicente Segura 1929-1929
- Eugenio Jiménez 1930-1930
- Baldomero Zapata Saavedra 1931-1931
- Ignacio Cuellar 1931-1931
- Luis M. Lárraga 1931-1931
- Aureliano G. Anaya 1934-1934
- Benigno Sandoval 1934-1934
- Rubén Solís 1935-1935
- Arturo Leija 1937-1937
- José Pilar García 1938-1938
- Miguel Álvarez Acosta 1938-1938
- Benito C. Flores 1940-1940
- Celedonio E. Terrazas 1940-1940
- David González 1940-1940
- Luis Aguilera 1940-1940
- Rafael Santos Lazcano 1940-1940
- Felipe Cardiel Reyes 1941-1941
- Hilario Hermosillo 1941-1941
- José Ma. Escobedo 1941-1941
- Agustín Olivo Monsiváis 1958-1959

## Governadors Substituts
- Juan Flores Ayala 1897-1897
- Blas Escontría Bustamante 1898-1898
- Joaquín Arguinzoniz 1900-1900
- José María Espinosa y Cuevas 1906-1906
- Francisco A. Noyola 1909-1909
- Rafael Cepeda 1911-1911
- Agustín García Hernández 1913-1913
- Arturo A. Amaya 1914-1914
- Camilo Lozano 1914-1914
- Mariano Palau 1914-1914